# Roger Radisson
Pour les articles homonymes, voir Radisson (homonymie).
Roger Radisson, né le 21 mai 1911 à Caluire-et-Cuire et mort fusillé le 20 août 1944 à Saint-Genis-Laval lors du massacre du fort de Côte-Lorette, est un auteur également initiateur de l'hebdomadaire catholique Positions et un résistant français. 

## Décoration
- Médaille de la Résistance française (29 avril 1953)[2]

## Hommages

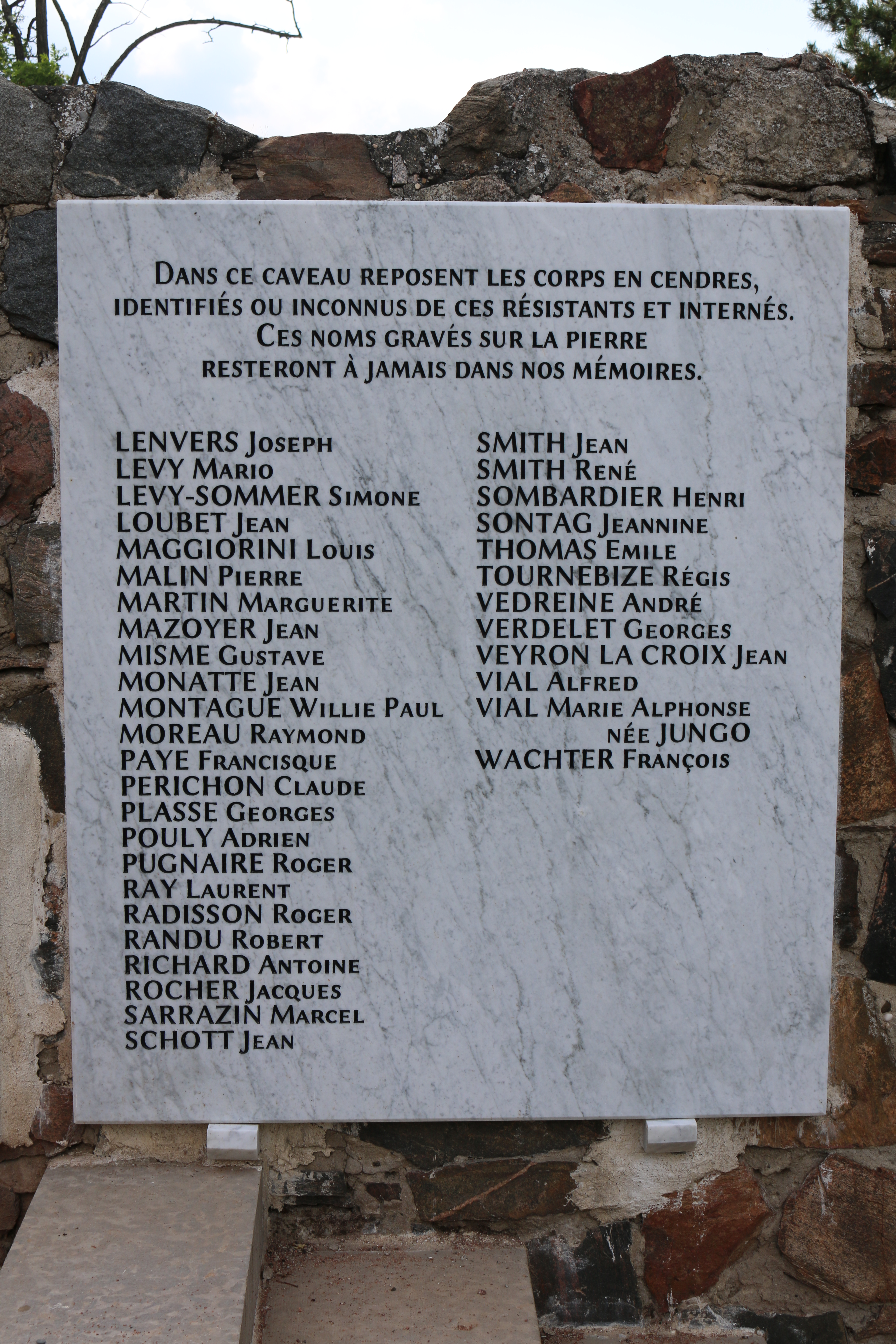
Plaque sur laquelle est inscrit le nom de Roger Radisson au mémorial du fort de Côte-Lorette.

- Il y a une rue Roger-Radisson à Lyon[3].

- Son nom est inscrit sur le Panthéon de Paris.